# New Wave
New wave (cu sensul de noul val) este denumirea unui stil de muzică pop-rock care a existat la sfârșitul anilor 1970 și în anii 1980, cu legături dinspre punk rock-ul anilor 1970. Gama largă de formații categorisite sub acest termen au fost o sursă de mare confuzie și controversă. Sunetul new wave al sfârșitului anilor 1970 a trecut de la blues-ul calm și sunetele rock&roll, pentru a crea muzică cu senzație de agitare, ritm de chitară schimbator și tempo-uri rapide. Inițial new wave a fost în pus în analogie cu punk rock-ul, înainte ca acesta să se distingă ca un gen de muzică identificat, care încorporează muzică electronică/experimentală, disco și pop. New wave a generat ulterior subgenuri și fuziuni, incluzând New Romantic și gothic rock.
New wave diferă de alte mișcări muzicale care au legături cu primul wave-punk, deoarece prezintă caracteristici comune muzicii pop, mai degrabă decât post-punk-ului artistic, care încorporează mult din sunetul original punk rock și etos, în timp ce prezintă o mai mare complexitate și în muzica și în versuri. Caracteristicile comune ale muzicii new wave, vis-a-vis de influențele punk, includ folosirea sintetizatoarelor și produselor electronice, importanța frumosului și a artelor, precum și o cantitate mare de diversitate.
New wave a fost denumit unul din genurile definitorii ale anilor 1980, după ce a crescut parțial la MTV, odată cu popularitatea câtorva artiști new wave, atribuindu-se expunerea care o primeau aceștia din partea postului.La mijlocul anilor 1980, diferențele dintre new wave și alte genuri muzicale au început să se estompeze. New wave s-a bucurat de o renaștere în anii 1990, după o "nostalgie" în creștere pentru câțiva artiști care aveau influență new wave. Trezirile din anii 1990 și de mai tarziu, în anii 2000, au fost mici, dar au devenit populare în 2004; ulterior, genul a influențat o varietate de alte genuri muzicale. În perioada anilor 2000, un numar mare de artiști au explorat influențele new wave și post-punk, precum The Strokes, Interpol, Franz Ferdinand si The Killers. Aceste interpretări au fost etichetate câteodată "New New Wave".
Trupe de gen ca Depeche Mode sau Duran Duran activează însă și azi cu deosebit succes. A apărut de la punk rock ca o reacție împotriva muzicii pop din anii 1970. New wave încorpora diferite influențe, cum ar fi rock 'n' roll, stiluri de pre-hippie, ska, reggae, power-pop, subculturi, muzică electronică, disco, funk etc.
Între 1982 și 1985, influențat de Kraftwerk, David Bowie, și Gary Numan, new wave a mers în direcția numita uneori New Romantic putând exemplifica trupe ca Duran Duran, A Flock of Seagulls, Culture Club, Talk Talk Eurythmics, Buck Tick,si Japan alteori, folosind sintetizatorul pentru a înlocui toate celelalte instrumente, ca Depeche Mode sau Pet Shop Boys. Această perioadă a coincis cu MTV și creșterea acestuia a condus la o mare expunere pentru acest stil cu influențe, numit apoi synthpop. Unele trupe de rock s-au reinventat, și câștigand timp de antenă de la MTV, The Knack, sau mai faimoșii Blondie, au început să cânte în stil new wave.